# Technische Blätter. Zeitschrift des deutschen polytechnischen Vereins in Böhmen
Die Zeitschrift Technische Blätter. Zeitschrift des deutschen polytechnischen Vereins in Böhmen war ein Periodikum in deutscher Sprache, das in von 1869 bis 1921 erschienen ist. Es steht in Zusammenhang mit dem Deutschen Polytechnischen Verein in Böhmen. 

## Geschichte
Herausgegeben wurde die Zeitschrift zwischen 1869 und 1919 von Ottomar Beyer.
Der österreichische Architekt Karl Járay war von 1903 bis 1912 Teil der Redaktion und wirkte von 1909 bis 1912 in der Chefredaktion der Zeitschrift.